# MTV tiếng Quan thoại
MTV tiếng Quan thoại hay MTV Mandarin là một kênh âm nhạc phát sóng 24 giờ kết hợp các chương trình âm nhạc tiếng Quan thoại và quốc tế do MTV Networks Asia Pacific sở hữu. Một trong ba kênh MTV châu Á đầu tiên cùng với MTV Đông Nam Á và MTV Ấn Độ. MTV tiếng Quan thoại có hai nguồn cấp dữ liệu khác nhau. Hiện nay nó đã sẵn có tại Trung Quốc, Đài Loan, Hồng Kông, Singapore, Malaysia và Indonesia.

## Các kênh đang hoạt động
- MTV Đài Loan (MTV Taiwan) hay còn gọi là MTV tiếng Quan thoại (MTV Mandarin) - đặt tại Đài Bắc
- MTV Trung Quốc (MTV China) - đặt tại Bắc Kinh

## VJ hiện tại
- George Chang
- Andy Chen
- Emma
- Stacy Hsu
- Sammy Hu
- Meimei
- Tony
- Linda Liao
- Katherine

## Logo

Logo MTV tiếng Quan thoại từ ngày 21 tháng 4 năm 1995 đến năm 2009
Logo MTV tiếng Quan thoại từ năm 2009 đến ngày 30 tháng 6 năm 2011
Logo MTV tiếng Quan thoại từ ngày 1 tháng 7 năm 2011 đến nay